# Comité Paralímpico de Trinidad y Tobago
El Comité Paralímpico de Trinidad y Tobago (en inglés: Trinidad and Tobago Paralympic Committee) es el comité paralímpico nacional que representa a Trinidad y Tobago. Esta organización es la responsable de las actividades deportivas paralímpicas en el país. Es miembro del Comité Paralímpico Internacional y del Comité Paralímpico de las Américas.